# Tatort: Charlie
Charlie ist ein Fernsehfilm aus der Krimireihe Tatort. Der vom Bayerischen Rundfunk produzierte Beitrag ist die 1294. Tatort-Episode und wurde am 2. März 2025 im SRF, im ORF und im Ersten ausgestrahlt. Das Münchner Ermittlerduo Batic und Leitmayr ermittelt in seinem 96. Fall.

## Handlung
Die Münchner Ermittler Franz Leitmayr, Ivo Batic und Kalli Hammermann werden zu einer Leiche nahe der Isar gerufen. In einem verlassenen Humvee sitzt eine unbekannte Frau, die offenbar erstochen wurde. Das Fahrzeug wird in der nahegelegenen US-Army-Militärbasis „Niederbrück“ vermisst. Bei der Toten handelt es sich um Fine Schröder, eine zivile Statistin („Civilian on the Battlefield“, kurz COB), die im Rahmen eines NATO-Manövers eingesetzt war. Die Statisten verkörpern dort Rollen wie Händler, Lehrer oder Journalisten, damit Szenarien mit ziviler Beteiligung simuliert werden können.
Auf dem Militärgelände treffen die Ermittler auf Captain Jennifer Miller von der US-Militärpolizei. In der Nähe des Lagergebäudes „Charlie“ finden sie Haar- und Blutspuren sowie Schröders Kleidung, die auf eine Gewalttat im Zuge eines intimen Treffens hindeuten könnten. Im nahegelegenen Bunker wird eine zweite Leiche entdeckt: Zoran Ilic, ebenfalls COB.
Miller glaubt nicht, dass es sich bei dem Täter um einen Soldaten handeln könnte. Sie lässt sich aber von den Ermittlern überzeugen, den Zug zu überprüfen, dem der Humvee zugeordnet ist. Die Messer der zugehörigen Soldaten werden zur kriminaltechnischen Untersuchung konfisziert. Außerdem werden ihre Bewegungsdaten zum Tatzeitraum angefordert; sie enthalten jedoch keine relevanten Hinweise. Leitmayr schlägt vor, sich auf Verdächtige im Umfeld der COBs zu fokussieren. Unklar ist, wie der Täter vom 50 km entfernten Fundort zum Militärgelände zurückgelangt sein könnte. Zu Beginn des Manövers werden den Statisten zudem sämtliche waffenähnlichen Gegenstände sowie elektronischen Geräte abgenommen.
Miller, Batic und Leitmayr besprechen die Lage mit Commander Marcus Lewis, der das Manöver zunächst abbrechen will. Da bei einer Absage Verdächtige jedoch leicht verschwinden könnten, wird Batic als verdeckter Ermittler in die Übung eingeschleust. Er übernimmt dabei die Rolle eines Polizisten in „Übungsheim“. Der Leiter der örtlichen „Polizei“ ist Maximilian Frei, der seine Rolle ernst zu nehmen scheint. Alkohol, Glücksspiele und intime Beziehungen unter den Teilnehmern sind untersagt, wobei die Durchsetzung dieser Regeln eigentlich nicht bei den Polizeidarstellern, sondern beim COB-Aufseher Luca Weber liegt. Von Frei erfährt Batic, dass Fine Schröders Partner Niklas Pohl ebenfalls an der Übung teilnimmt, dieser jedoch im Kulissendorf „Kittelau“ eingeteilt ist. So habe Schröder dann, entgegen den Manöver-Anordnungen, eine Affäre mit Ilic gehabt. Dies bestätigt Batic später auch die langjährige COB-Darstellerin Mila Topic.
Unterdessen untersuchen Leitmayr und Miller das Tor, durch das der Humvee das Gelände unbemerkt verlassen konnte. Sie befragen eine Gruppe von Militär-Spottern, die das Manöver von einer Anhöhe aus beobachten und fotografieren. Ein vorbeifahrender Lieferwagen gehört Benedikt Menzel, dem örtlichen Forstarbeiter, der Zutritt zum Militärgelände hat. Menzel gibt bei einer Befragung Batic gegenüber zu, Army-Ausrüstung gestohlen zu haben. Wie sich später herausstellt, war Weber dabei sein anonymer Komplize. Mit Mord habe er nichts zu tun. Bei der Abholung von Diebesgut in der Tatnacht habe er den Humvee aufgeschreckt und eine Frau flüchten sehen. Auf diese Beschreibung passt Mila Topic.
Batic belauscht COB-Aufseher Weber und den COB-Anleiter Wayne Jameson von der Army bei einem verdächtigen Gespräch. Jameson meint, „diese Sache“ könnte ihn seinen Posten kosten. Daraufhin verlagern Miller und Leitmayr ihre Ermittlungen auf Jameson. Dieser ist in die Army eingetreten, um einer Haftstrafe zu entgehen. Er wurde bereits wegen einer Körperverletzung abgemahnt, beteuert jedoch seine Unschuld. Auch er gibt eine Speichelprobe ab und wird vorübergehend vom Dienst suspendiert.
Als Batic Webers Büro durchsuchen will, wird er von ihm überrascht. Batic outet sich als Ermittler und kann ihn unter Kontrolle bringen. Mit den Ausrüstungsdiebstählen konfrontiert, offenbart Weber einen geheimen Deal. Er hatte mit Ilic Stillschweigen über seine Diebstähle vereinbart und im Gegenzug dessen intime Beziehungen geduldet.
Immer mehr Indizien deuten auf Maximilian Frei als Täter. Hammermann stellt zudem fest, dass Frei eine Pistole von seinem Vater entwendet hatte.  Während einer nächtlichen Häuserkampf-Übung versuchen die Ermittler, Frei festzunehmen. Der flieht und nimmt Topic vorübergehend als Geisel. Nach einer Verfolgungsjagd können ihn Leitmayr und die Militärpolizei jedoch stellen. Durch seine pedantische Art konnte er die Affäre von Fine Schröder und Zoran Ilic nicht so einfach dulden. Mila Topic war in der Tatnacht unterwegs, um nach Schröder zu suchen. Sie bezeugt, dass Ilic Frei provoziert hatte, woraufhin dieser auf Ilic eingestochen hatte. In der Folge brachte er dann auch Schröder um.

## Hintergrund
Der Film wurde vom 26. Februar 2024 bis zum 25. März 2024 in München und Umgebung, auf dem Truppenübungsplatz Hohenfels und in Bad Tölz gedreht. Die Dreharbeiten fanden während der Vorbereitungen eines echten NATO-Manövers statt, was entsprechende Spontaneität erforderte, aber sonst kaum umsetzbare Szenen ermöglichte.
Zum Soundtrack des Films gehört der Song In the Army Now von der Gruppe Status Quo.

## Rezeption

### Kritiken
„So einen ‚Tatort‘ gab es noch nie. Und vielleicht ist er schon jetzt historisch. […] Nicht jede Wendung der Handlung oder jedes moralische Scharmützel zwischen Leitmayr und der Ex-Drohnenpilotin Miller ist überragend kreativ, gespielt aber sind alle Rollen überzeugend.“

### Einschaltquoten
Die Erstausstrahlung von Charlie am 2. März 2025 wurde in Deutschland von 8,19 Millionen Zuschauern gesehen und erreichte einen Marktanteil von 29,8 % für Das Erste.